# مرسى البريقة
مرسى البريقة أو البريقة هو ميناء ومنطقة صناعية نفطية ليبية تقع في خليج سرت في أقصى نقطة جنوبي البحر المتوسط وتبعد نحو 600 كم شرق العاصمة طرابلس وهي تتبع شعبية إجدابيا.

## الصناعة
كانت البريقة عبارة عن سوق صغير للمواشي يتجمع فيه سكان الأرياف المجاورة الذين يعملون في رعي الإبل والاغنام وبعد الاحتلال الإيطالي ليبيا حاولت القوات الإيطالية احتلال منطقة البريقة إلا أنها تعرضت لهزيمة نكراء في معركة بئر بلال يوم 10/6/1923 ومعركة البريقة يوم 11/6/1923 ولم تستطع القوات الإيطالية احتلال البريقة الاعام 1928 حيث حولتها بعد ذلك الي معتقل زجت فيه بسكان منطقة الجبل الأخضر وطبرق والمناطق المجاورة للبريقة ولا تزال قبور الضحايا شاهدة على تلك الايام الصعبة التي تعرض لها السكان الابرياء ومن ثم دمرت أثناء الحرب العالمية الثانية، ولم تكن تحوي شيئا حتى تم اختيارها كمحطة وصول للأنبوب النفط الواصل من حقل زلطن النفطي في شرق ليبيا والذي يبعد عنها 169 كم نحو الجنوب لتؤسس المنطقة بعد 1960 تقع البريقة على الطريق السريع المار بين بنغازي وطرابلس وعلى شاطئ خليج السدرة، وفي العام 1972 بلغ عدد سكانها 5108 نسمة.

## منشآت
توجد المنطقة السكنية النموذجية في البريقة والمسماة بالبريقة الجديدة أو (المنطقة 3) ويبلغ عدد المساكن بها 2600 منزل وتبعد عدة أميال نحو الشمال الشرقي من المصفاة الرئيسية لتكرير النفط بالمنطقة والتي تملكها شركة سرت للنفط والتي تتخذ من البريقة مقرا رئيسيا لها والتي تعتبر شركة تابعة للمؤسسة الوطنية للنفط المملوكة للدولة الليبية.
خلال عقدي الستينات والسبعينيات كانت المصفاة تدار بشراكة رئيسية مع شركة النفط الأمريكية العملاقة إيسو. في أوائل الثمانينيات غادرت إيسو لتتولى شركة سرت للنفط كامل المسؤولية عن المصفاة.
و توجد بمرسى البريقة اليوم عدة مصانع هي مصنع الغاز مصنع الامونيا الأول والثاني مصنع الميثانول الأول والثاني مصنع سماد اليوريا الأول والثاني بالإضافة الي محطة كبس الغاز المتوجه الي بنغازي وطرابلس بالإضافة الي عدة منشأت أخرى مثل مطار البريقة والذي يسير رحلات يومية الي طرابلس والحقول التابعة لشركة سرت بالإضافة الي الميناء التجاري والميناء النفطي 
وتوجد وحدات سكنية خاصة بالعمال في قطاع النفط موجودة في المنطقة الأولى والثانية يزيد عددها عن الف وحدة سكنية اما المدارس بالبريقة فهي مدرسة شهداء البريقة الثانوية بالمنطقة الأولى مدرسة شهداء البريقة الإعدادية بالمنطقة الأولى مدرسة الامل الأخضر الثانوية بالمنطقة الثانية مدرسة عمرو بن العاص بالبريقة الجديدة مدرسة المجد الإعدادية بالبريقة الجديدة مدرسة الشهيد امحمد المقريف ومدرسة خالد بن الوليد ومدرسة صقور أفريقيا بالبريقة الجديدة ومدرسة الوحدة العربية بالبريقة القديمة ومركز التدريب المهني بالبريقة القديمة ومدرسة أبوالقاسم الزهراوي بمنطقة خور اوقيدا بالإضافة المركز المتقدم البناء القدرات الفنية والذي اقيم بمبنى جامعة النجم الساطع سابقا وهو يعتبر معهد عالي يدرس به طلبة من مختلف أنحاء ليبيا 
كما يوجد بمدينة البريقة عدد اربع عيادات طبية ومستشفى قروي سعة 65 سرير ومستشفى خاص بموظفي قطاع النفط بالمنطقة الأولى وتمتاز البريقة بالبنية التحتية الجيدة فيها من طرق وكهرباء وصرف صحي وخدمات نظافة

## مواصلات

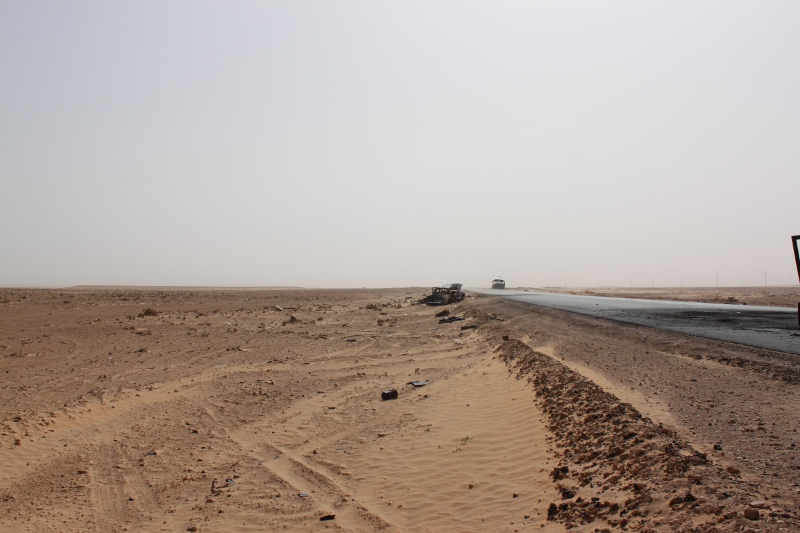
الطريق الساحلي إلى راس لانوف

يوجد بالبريقة مطار تنطلق منه رحلات يومية نحو طرابلس.
في يناير 2000 تحطمت طائرة سويسرية خاصة من طراز «فوكر 23» مؤجرة من قبل شركة سرت للنفط كانت تقل 38 شخصا من العاملين في مجال النفط من جنسيات متعددة بينهم كندية وهندية وكرواتية، قادمة من طرابلس بسبب تعطل كلا المحركين في الجو أثناء طقس شتوي عاصف لتسقط في البحر مباشرة وعلى بعد 4 أميال من مطار البريقة. تسبب الحادث في مقتل 21 شخصا فيما أصيب 17 آخرين. 
في سبتمبر 2007 وبعد سنوات من المداولات في محاكم البريقة وإجدابيا حكم بمسؤولية قائدي الطائرة عن الحادث وحكم عليهما بالحبس 6 أشهر بثلاث تهم بينها التسبب عن طريق الخطأ وبدون تعمد في الحادث.

## التاريخ والسياحة
الاسم القديم للمستوطنة الرومانية أي البريقة الحالية هو بوريوم تقع على بعد 80كم غرب كورنيكلايم أي اجدابياتدل الآثار البسيطة الموجودة بمنطقة البريقة على وجود بعض المستوطنات البشرية التي تواجدت بالمنطقة في فترات مختلفة فعلى ساحل البحر يوجد ميناء صغير يحبط به سور هو عبارة عن عدة غرف محفورة في الصخر وحسب الدراسات التي اجريت عليه فان البناء يرجع الي العصر الروماني والاغريقي ويسمى بقصر بوقرادة أو بوريوم حسب التسمية العلمية كما يوجد بالمنطقة عدة اثار المباني صغيرة يبدو أنها كانت عبارة عن مزارع ترتبط بالميناء ويوجد جنوب مدينة البريقة الجديدة بحاولي 6 كم بناء حجري مربع الشكل يسمى قسر العطالات وتم بناءه في العصر الفاطمي ابان انتقال الخلافة الفاطمية من تونس الي مصر زمن المعز لدين الله الفاطمي 
و تمتلك البريقة ساحل جميل على البحر الأبيض المتوسط يرتاده سكان المنطقة في فصل الصيف ام في فصل الربيع فان الأرض تكتسي اللون الأخضر حيث تكثر الرحلات في الاودية والتلال المحيطة بالمنطقة 
و يمارس أبناء هذه المنطقة هواية صيد الصقور والصيد بالصقور خصوصا طائر الحباري وصيد الارانب والغزلان 

## رياضة
يوجد بمدينة البريقة ثلاث فرق رياضية هم نادي البراق الذي تم تاسيسه سنة 1977 ونادي القلعة الذي تم تاسيسه سنة 2003 ونادي المجدالذي تم تاسيسه سنة 2011 وجميع الفرق تلعب في الدرجة الثالثة لكرة القدم ونادي البراق صعد الموسم قبل الماضي الي دوري الدرجة الثانية إلا أنه لم يستطيع الصمود وعاد الي الدرجة الثالثة هذا الموسم وتحصل على الترتيب الثاني على مستوى ليبيا في بطولة اندية الدرجة الثالثة خلال سنة 2008 ويشارك نادي البراق في دوري الدرجة الثالثة لكرة الطائرة والتي استضاف تصفياتها خلال عام 2010 كما يشارك بالعاب القوى على مستوى الشعبية اما فريق القلعة الذي تأسس سنة 2004 فقد استطاع ناشئوه في كرة القدم الوصول الي المباراة قبل النهائية لكاس الجماهيرية إلا أنه فقد اللقاء امام الاهلي بنغازي الذي تحصل بدوره على كاس البطولة بعد فوزه على الاهلي طرابلس. وفئة الاواسط التي تحصلت على الكأس والدوري لموسمين متتالين 2005-2006 و 2006 -2007. واما فريق المجد جديد التئاسيس 
شخصيات رياضية من مدينة البريقة
```
اللاعب خالد المرغني لاعب فريق الاتحاد وهداف المنتخب الليبي سنة 1998 
اللاعب أحمد القطعاني لاعب فريق الاتحاد والنجمة والأخضر 
```

واللاعب ادريس القطعاني لاعب فريق الاهلي بنغازي ومنتخب ليبيا سنة 2010 اللاعب زيدان ابشينة لاعب فريق التحدي